# Narcissus assoanus
Narcissus assoanus ist eine Pflanzenart aus der Gattung der Narzissen in der Familie der Amaryllisgewächse (Amaryllidaceae). Sie wird gelegentlich auch als Narcissus juncifolius oder Narcissus requienii bezeichnet. Unter Narcissus assoanus ist sie jedoch das erste Mal wissenschaftlich beschrieben worden. Nach der Prioritätsregel ist dies daher der gültige botanische Name.

## Beschreibung
Narcissus assoanus wächst als ausdauernde krautige Pflanze und erreicht eine Wuchshöhe von bis zu 25 Zentimetern, wobei das binsenartige Laub den Stängel etwas überragt. An den Blütenständen sitzen jeweils zwei bis drei kleine, gelbe Blüten mit einem Durchmesser von 22 Millimeter. Die Nebenkrone, die etwas kräftiger gelb ist, ist nur fünf Millimeter hoch.
Der Beginn der Blütezeit ist standortabhängig und liegt zwischen März und Juni.

## Verbreitung
Das Verbreitungsgebiet der Narcissus assoanus ist für eine Narzissenart sehr groß. Sie wächst in Südfrankreich, Nord- und Nordostspanien, auf Menorca und Korsika. Nach Angaben einiger Autoren wächst sie auch in Portugal wild. Sie ist kälteempfindlich und kann in Mitteleuropa nur im Kalthaus gezogen werden.